# Pique (rivière)
Pour les articles homonymes, voir Pique.
La Pique est une rivière du Sud-Ouest de la France qui coule dans le département de la Haute-Garonne, en Occitanie. C'est une rivière purement pyrénéenne et un affluent direct de la Garonne en rive gauche.

## Étymologie
Elle tient son nom de la montagne d'où elle descend. Son ancien nom est la Neste.

## Géographie
Elle prend sa source dans les Pyrénées, à 2 300 m d'altitude, entre le pic de la Mine (2 706 m) et le Pic de la Pique (2 394 m), près de la frontière avec l'Espagne dans le département de la Haute-Garonne, en région Occitanie, sur la commune de Bagnères-de-Luchon, dans la forêt domaniale de Bannières-de-Luchon. Elle traverse l'étang de la Frèche, dans la vallée de la Frèche.
Sa longueur est de 32,9 km, et coule globalement du sud vers le nord.
Elle se jette dans la Garonne en aval de Saint-Béat, sur la commune de Cierp-Gaud, à 475 m d'altitude. 

### Principales villes traversées
- Haute-Garonne : Bagnères-de-Luchon, Salles-et-Pratviel, Cierp-Gaud.

### Communes et cantons traversés
Dans le seul département de la Haute-Garonne, la Pique traverse seize communes.

### Bassin versant
La Pique traverse cinq zones hydrographiques O001, O002, O003, O004 et O005 pour 363 km2 de superficie totale. Ce bassin versant est constitué à 91,11 % de « forêts et milieux semi-naturels ».

### Organisme gestionnaire
À la suite du Sage de la Garonne, l'organisme gestionnaire est le SMEAG ou Syndicat Mixte d'Etudes et d'Aménagement de la Garonne, qui a son siège à Toulouse  Celui-ci a d'ailleurs établit un SCOT.

## Affluents

### Principaux affluents
- Le Lis (ou Lys) (rg), 9,3 km
- L'One (Neste d'Oô (rg) 20,9 km et son affluent gauche la Neste d'Oueil 12 km).
- Ruisseau de Bourgs (rd), 6,2 km
- Ruisseau de Marignac (rd), 7,2 km

## Hydrologie
La Pique est une rivière fort abondante, comme l'ensemble des cours d'eau dévalant de la chaîne des Pyrénées. 

### la Pique à Cier-de-Luchon
Son débit a été observé durant une période de 12 ans (1920-1931), à Cier-de-Luchon, localité du département de la Haute-Garonne située à une dizaine de kilomètres de son confluent avec la Garonne. Le bassin versant de la rivière y est de 320 km2 (soit plus de 90 % de sa totalité).
Le module de la rivière à Cier-de-Luchon est de 11,0 m3/s.
La Pique présente un profil typiquement nival avec deux saisons bien marquées. Les hautes eaux se déroulent au printemps et au début de l'été et sont dues à la fonte des neiges. Elles se caractérisent par des débits mensuels moyens allant de 13,4 à 20,3 m3/s, d'avril à juillet inclus (avec un maximum très net en mai puis en juin). Au mois d'août le débit baisse nettement et constitue une courte transition vers les basses eaux d'automne-hiver qui ont lieu de septembre à février, entraînant une baisse du débit moyen mensuel allant jusqu'à 7,41 en décembre, 7,61 en janvier et 7,5 m3/s en février, ce qui reste très consistant. Mais les fluctuations de débit peuvent être bien plus prononcées sur de plus courtes périodes ou selon les années.

### Étiage ou basses eaux
À l'étiage, le VCN3 peut chuter jusque 3,2 m3/s, en cas de période quinquennale sèche, ce qui n'est pas du tout sévère.

### Crues
Les crues peuvent être très importantes malgré la taille modeste du bassin versant de la rivière. La série des QIX n'a pas été calculée, mais la série des QJX l'a bien été. Les QJX 2 et QJX 5 valent respectivement 46 et 61 m3/s. Le QJX 10 ou débit journalier calculé de crue décennale est de 71 m3/s, le QJX 20 de 81 m3/s et le QJX 50 n'a pas été calculé faute de durée d'observation suffisante.
Le débit journalier maximal enregistré à Cier-de-Luchon durant cette période de 12 ans seulement, a été de 85,5 m3/s le 22 juillet 1925. En comparant cette valeur à l'échelle des QJX de la rivière, on constate que cette crue était d'ordre vicennal.

### Lame d'eau et débit spécifique
La Pique est une rivière puissamment alimentée par de fortes précipitations neigeuse sur la presque totalité de son bassin. La lame d'eau écoulée dans son bassin versant est de 1 157 millimètres annuellement, ce qui est plus de trois fois et demi supérieur à la moyenne d'ensemble de la France, tous bassins confondus. Le débit spécifique de la rivière (ou Qsp) atteint 36,6 litres par seconde et par kilomètre carré de bassin.

## Galerie

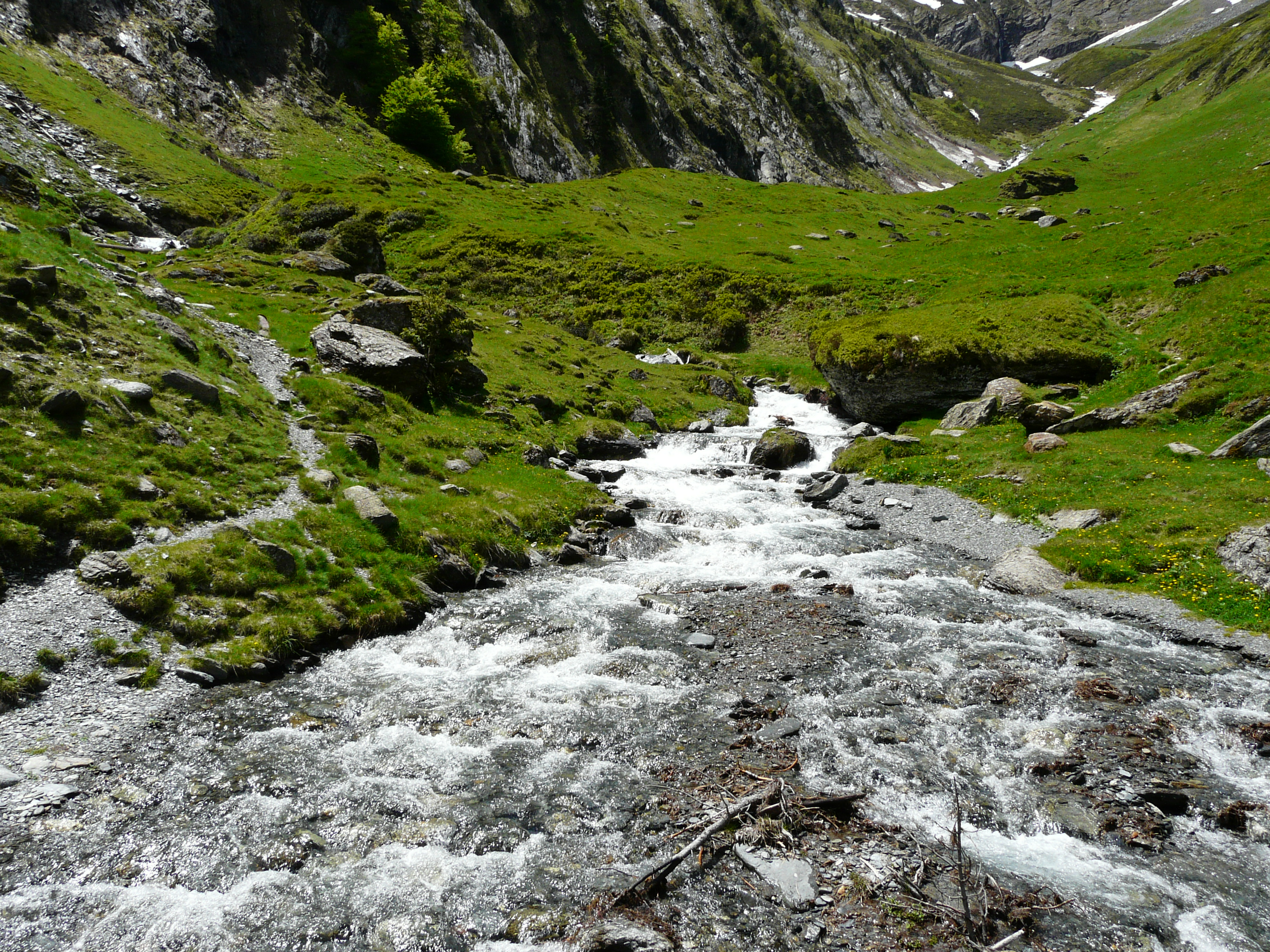
La Pique près de sa source.
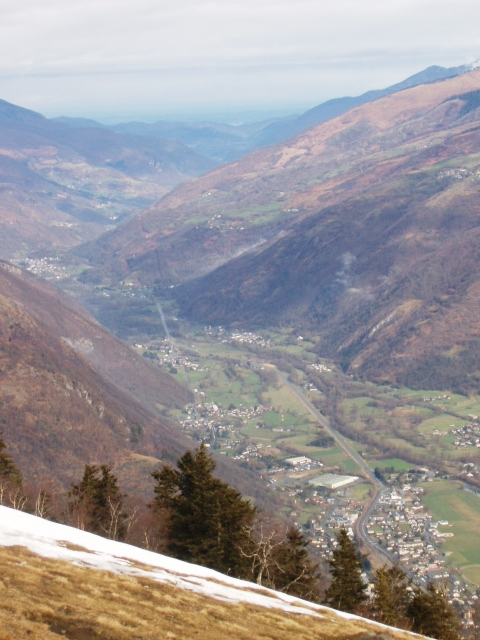
Vallée de la Pique : vue sur Bagnères-de-Luchon depuis Superbagnères en regardant vers la plaine au nord.
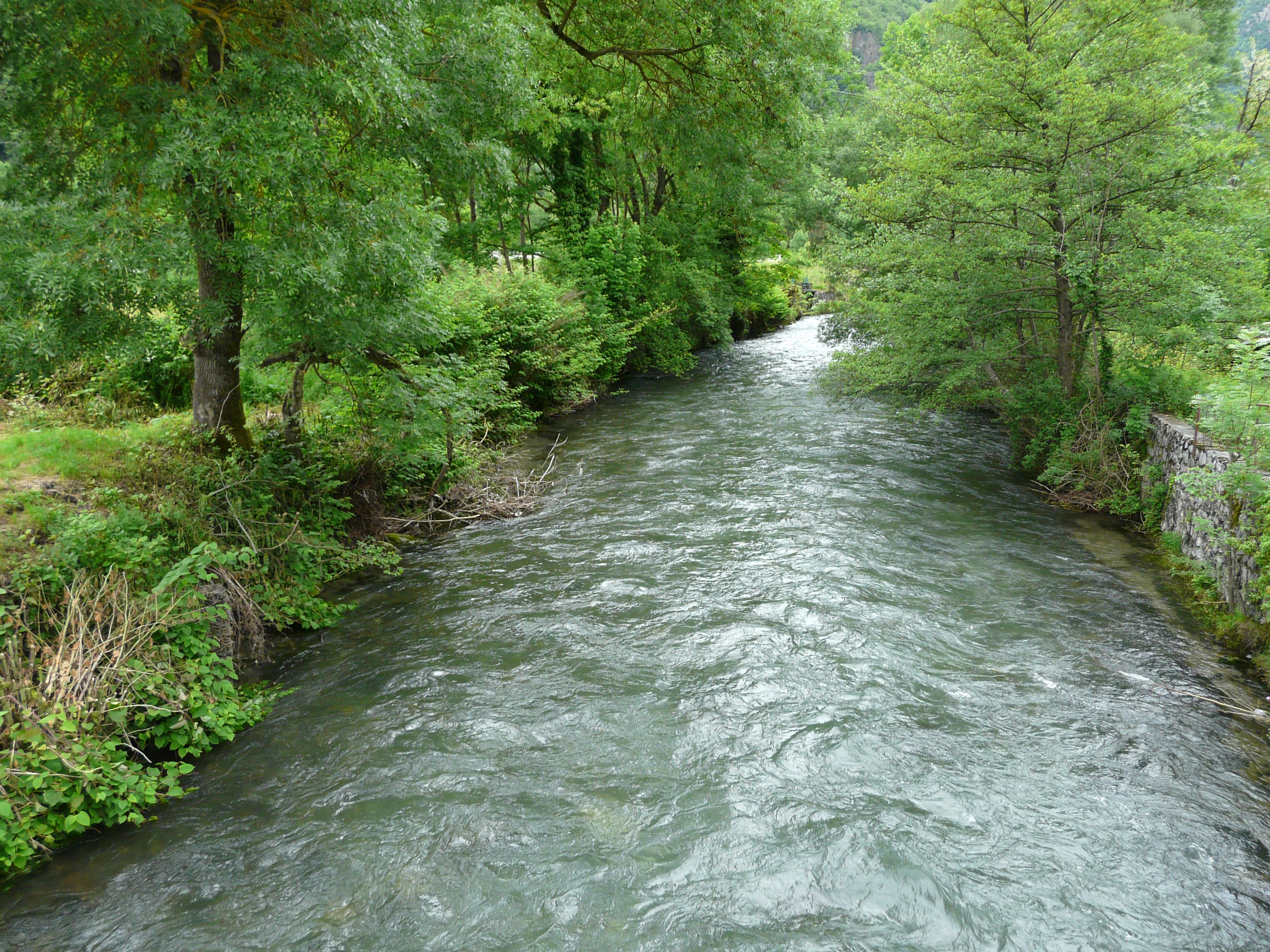
La Pique en limites d'Antignac et Salles-et-Pratviel.
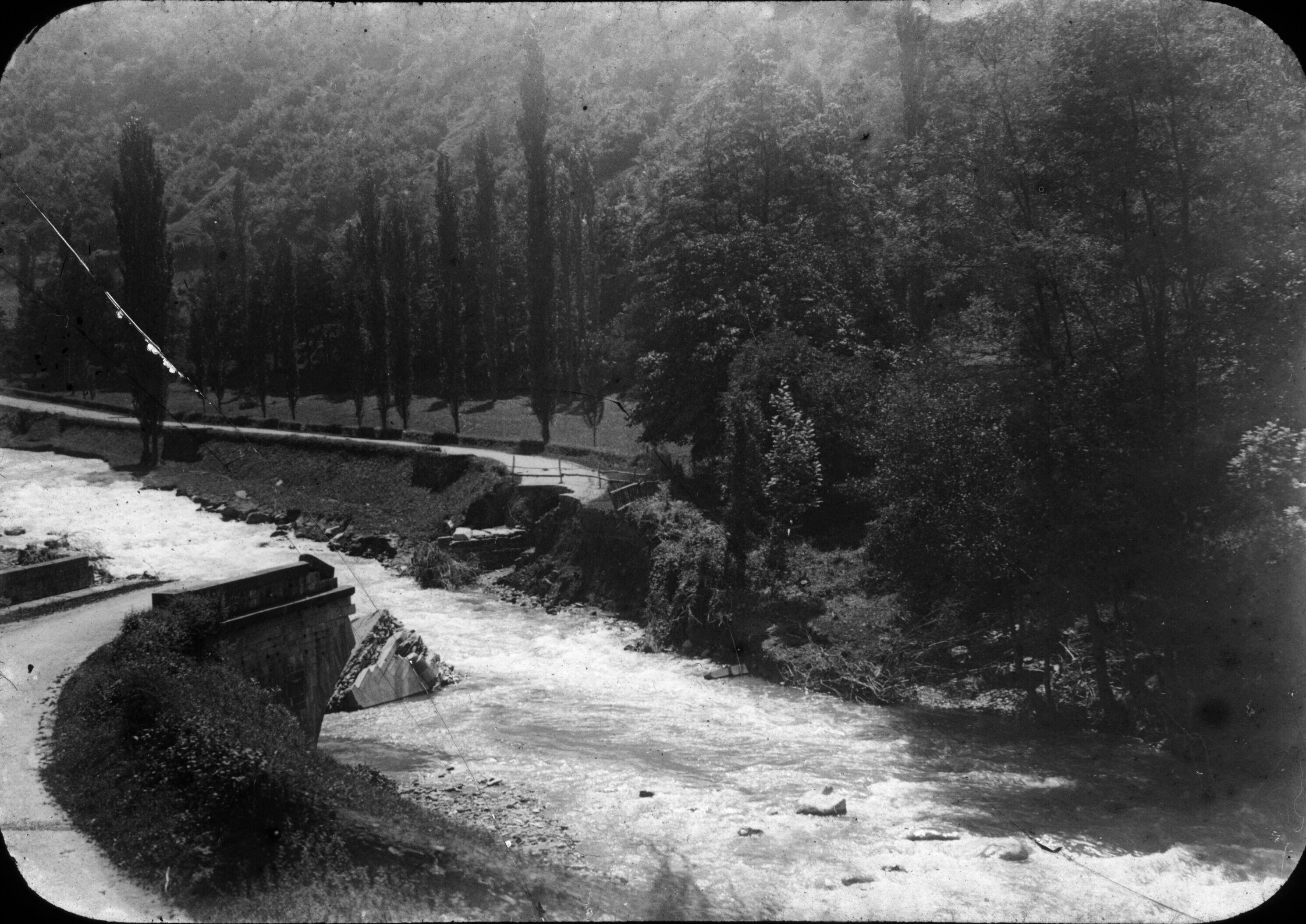
Inondations du 3 juillet 1897.
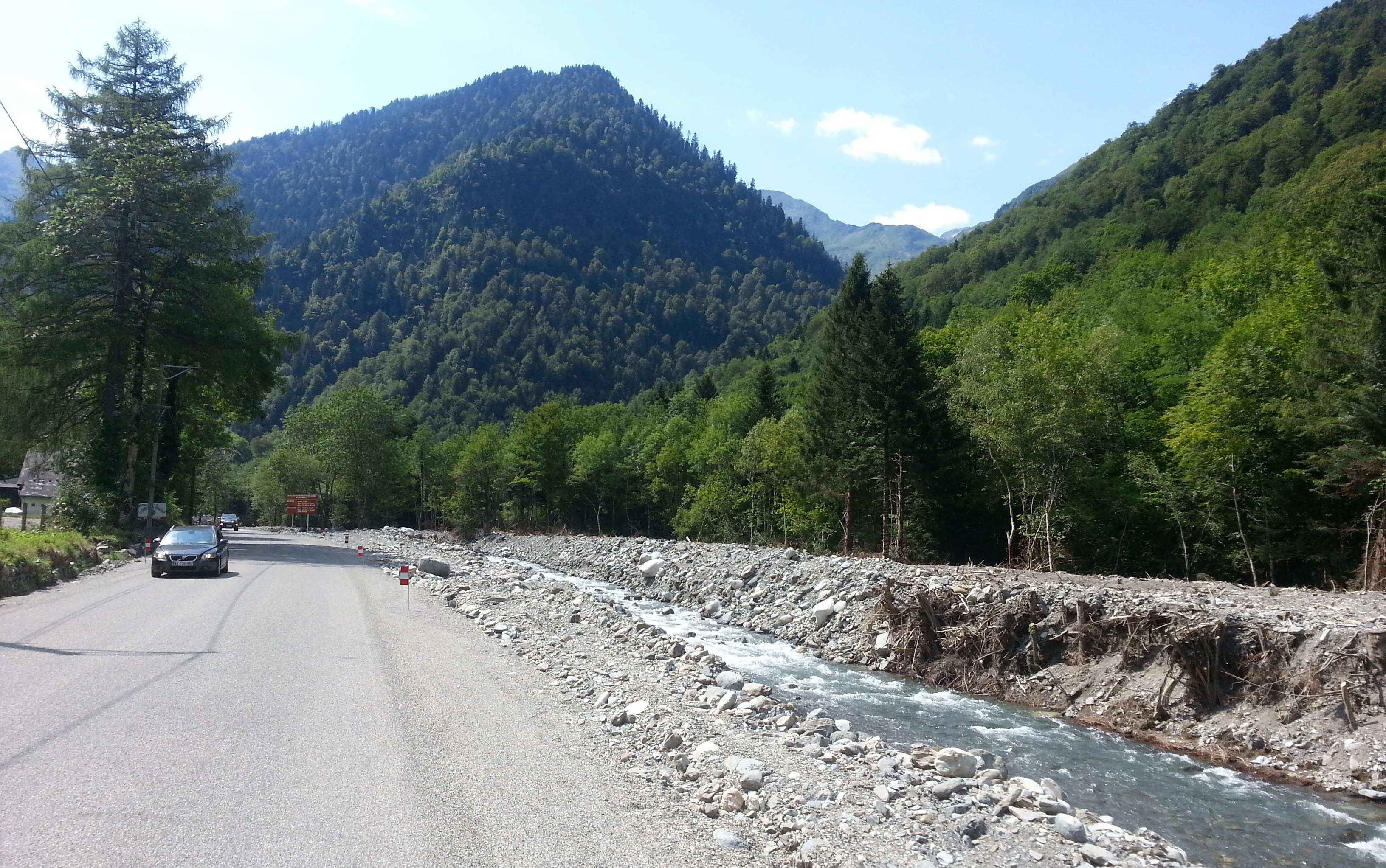
La Pique le 12 août 2013 à côté de la D 125 refaite à la suite des inondations de mi-juin 2013.

## Aménagements et écologie

### Activités touristiques
- Canoë-kayak
- Rafting
- Pêche sportive ou de détente
- Hydrospeed